# موسى الصراف
المهندس موسي الصراف  (1947 - )؛ وزير الاشغال العامة ووزير دولة لشؤون البلدية السابق في الكويت 2007.

## نبذة مختصرة
المهندس موسى حسين عبد الله حسن الصراف مواليد الكويت عام (1947) ، ويحمل الإجازة الجامعية في الهندسة المدنية من جامعة توليدو في الولايات المتحدة الامريكية وعمل في بلدية الكويت.

## مناصبه
- مستشار رئيس البلدية للشؤون الهندسية 2000 حتى 2007.
- نائب المدير العام لشؤون التنمية المشاريع بدرجة وكيل وزارة مساعد 1997 حتى 2000.
- رئيس المهندسين لشؤون تنمية المشاريع والانشاءات 1994 حتى 1997.
- نائب رئيس المهندسين لشؤون التنظيم والمساحة والانشاءات 1991 حتى 1994.
- مدير إدارة التنظيم والتخطيط 1985 حتى 1990.
- رئيس قسمي التصميم العمراني ودراسات المرور 1975 حتى 1985.
- حظي بعضوية المجلس الاعلى للمرور وعضوية جمعية المهندسين الكويتية.

## وصلات خارجية
- موسى حسين عبد الله حسن الصراف